# Fairview (programma di sorveglianza)
Fairview è un programma di sorveglianza statunitense che mira alla raccolta di traffico telefonico, Internet ed e-mail, principalmente provenienti da cittadini stranieri.
È una collaborazione tra la National Security Agency (NSA) degli Stati Uniti e l'azienda di telecomunicazioni AT&T, avviato nel 1985. Nel corso degli anni, Fairview ha suscitato interesse e controversie per la sua portata e le sue implicazioni sulla privacy e la sicurezza informatica.

## Storia
Il programma Fairview ha avuto diverse fasi di sviluppo e ampliamento delle sue capacità e infrastrutture. Nel 2010, la NSA aveva accesso a diverse strutture di AT&T, tra cui punti di peering su Internet, strutture per router VoIP, punti di atterraggio sottomarini e stazioni di commutazione del circuito 4ESS. La collaborazione tra le due entità è stata descritta come una delle partnership più significative nel campo della sorveglianza elettronica.
Nel 2013, l'ex appaltatore dell'NSA Edward Snowden ha rivelato dettagli sul programma Fairview, suscitando un'ampia discussione riguardo alla sorveglianza di massa e alla violazione della privacy. Le rivelazioni di Snowden includevano la raccolta di metadati telefonici e messaggi di testo da parte della NSA, con una portata che coinvolgeva oltre un miliardo di abbonati in Cina e 2,3 miliardi di dati da utenti brasiliani nel solo mese di gennaio 2013.
AT&T è stata identificata come un "partner aziendale chiave" nel programma Fairview, con documenti che descrivono l'azienda come "altamente collaborativa" e disponibile ad assistere la NSA. Strutture come le stanze 641A a San Francisco e altre località sono state identificate come punti di osservazione per il programma Fairview, ospitando tecnologia utilizzata per il peering e la raccolta di dati.
La raccolta di dati nell'ambito del programma Fairview è autorizzata da diverse autorità legali, tra cui la Foreign Intelligence Surveillance Act (FISA), la sezione 702 del FISA Amendments Act (FAA) e l'Autorità di transito. Tuttavia, questa sorveglianza ha sollevato domande riguardo alla sua conformità con i principi della privacy e dei diritti civili.
Il programma Fairview continua a essere un argomento di dibattito e analisi riguardo ai bilanciamenti tra sicurezza nazionale e privacy individuale. Le sue implicazioni sulla sicurezza informatica e sui diritti civili rimangono al centro dell'attenzione e della discussione pubblica.